# بخش بانگور، شهرستان پاپ، مینه سوتا
بخش بانگور (به انگلیسی: Bangor Township) یک منطقهٔ مسکونی در ایالات متحده آمریکا است که در شهرستان پوپ، مینه‌سوتا واقع شده‌است.
 بخش بانگور ۹۰٫۹ کیلومتر مربع مساحت و ۲۱۷ نفر جمعیت دارد و ۴۰۳ متر بالاتر از سطح دریا واقع شده‌است.